# Robot sumo

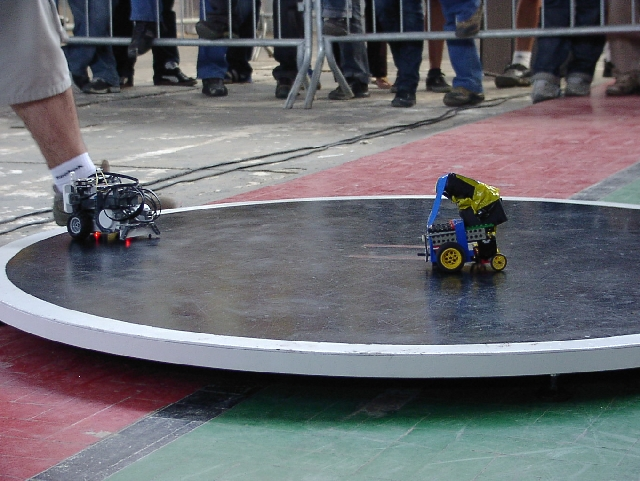
Robot-sumo

Un robot sumo est un robot qui a pour but de sortir d'un cercle un autre robot en n'utilisant que ses roues, à la manière du sumo.
Ils sont au départ d'un côté et de l'autre à 45°, et peuvent se déplacer au bout de cinq secondes. Ils ont le droit de se déplier s'ils le souhaitent. En général ces robots sont autonomes.

## Catégories
Il existe différentes catégories de robots, classées en fonction du poids et de la taille :
- Lourd-Sumo Japon :  moins de 10 kg, plus petit que 30 x 30 cm, la hauteur étant libre ;
- Classe standard : moins de 3 kg, plus petit que 20 x 20 cm, la hauteur étant libre ;
- Mini-sumo : moins de 500 g, plus petit que 10 x 10 cm, la hauteur étant libre ;
- Micro-sumo : moins de 100 g, moins de 5 cm3 ;
- Nano-sumo : plus petit que 2,5 cm3 ;
- Femto-sumo : plus petit que 1 cm3

## Arène de jeu
L'arène de jeu (Dohyo) est un cercle fond noir avec bordure blanche.
- Lourd-Sumo Japon : Cercle 220 cm (diamètre), Bordure blanche 10 cm, Hauteur 10 cm, Distance entre les lignes de départ 30 cm ;
- Classe standard : Cercle 154 cm (diamètre), Bordure blanche 5 cm, Hauteur 5 cm, Distance entre les lignes de départ 20 cm ;
- Mini-sumo : Cercle 77 cm (diamètre), Bordure blanche 2,5 cm, Hauteur 2,5 cm, Distance entre les lignes de départ 10 cm ;
- Micro-sumo : Cercle 38,5 cm (diamètre), Bordure blanche 1,25 cm, Hauteur 1,25 cm, Distance entre les lignes de départ 5 cm ;
- Nano-sumo : Cercle 17,25 cm (diamètre), Bordure blanche 0,625 cm, Hauteur 0,625 cm, Distance entre les lignes de départ 2,5 cm.

## Tournois et concours
En France il existe 3 tournois de robot sumo : 
- Le premier est le tournoi national de robots qui est un tournoi de robot mini sumo autonome ;
- Le second est un tournoi de Robot Sumo filoguidé ;
- Le troisième est un tournoi de Mini-sumo autonome appelé la SUMOBOT organisée par l'association esieespace.